# Thrincopyge ambiens
Thrincopyge ambiens är en skalbaggsart som först beskrevs av Leconte 1854.  Thrincopyge ambiens ingår i släktet Thrincopyge och familjen praktbaggar. Inga underarter finns listade i Catalogue of Life.